# Fuorionda
Fuorionda è un singolo del cantautore italiano Jovanotti, pubblicato il 10 gennaio 2025 come secondo estratto dal sedicesimo album in studio Il corpo umano vol. 1.

## Video musicale
Il video musicale è stato pubblicato il 13 gennaio 2025 attraverso il canale YouTube del cantautore.

## Tracce
Testi di Lorenzo Cherubini, musiche di Dario Faini e Lorenzo Cherubini.
1. Fuorionda – 3:50

## Classifiche
| Classifica (2025) | Posizione massima |
| ----------------- | ----------------- |
| Italia            | 68                |